# Иван Тенев
Вижте пояснителната страница за други личности с името Иван Тенев.
Иван Пенев Тенев е български министър и политик от БКП, герой на социалистическия труд.

## Биография
Роден е на 14 февруари 1940 г. в София. В периода 1964 – 1968 година учи във ВМЕИ. Започва работа като инженер и научен сътрудник към Централния научноизследователски институт по кибернетика и автоматизация. През 1968 г. става научен сътрудник в катедрата по промишлена автоматика на Висшия машинно-електротехнически институт. Между 1969 и 1974 година работи в ДСО „Изот“. От 1975 до 1983 първоначално е началник на управление „Наука и технически прогрес“, а после е заместник-министър на министерството на електрониката..
Между 1984 и 1986 година е генерален директор на ДСО „Изот“, а след това до 1989 е председател на асоциация „Електроника“ (с ранг на министерство). В периода 1989 – 1990 е първи заместник-министър на външноикономическите връзки, а през 1990 година е назначен за министър на икономиката и планирането.
След 1991 година се захваща с частен бизнес.